# Terenolla
Terenolla là một chi ốc biển, là động vật thân mềm chân bụng sống ở biển trong họ Terebridae, họ ốc dài.

## Các loài
Các loài thuộc chi Terenolla bao gồm:
- Terenolla pygmaea (Hinds, 1844)[2]